# Dendrolagus pulcherrimus
Dendrolagus pulcherrimus — вид родини Кенгурових.

## Етимологія
З латини «pulcherrimus» — «найкрасивіший».

## Поширення
Проживає в горах Торічеллі, провінція Вест Сепік (англ. West Sepik), Папуа Нова Гвінея на висотах 680—1120 м. Це вид гірських тропічних лісів.

## Загрози та охорона
Виду дуже загрожує полювання на їжу місцевими жителями, а додатково — втрати місця існування через перетворення лісів у сільськогосподарські угіддя. Низинні райони призначені для вирубки лісів і розширення олійних пальм. Вид не присутній в будь-якій з природоохоронних територій.